# 동림폭포역
동림폭포역은 경의선(현 평의선 구간)에 일제강점기 중 존재했던 임시승강장이었다.

## 연혁
- 1931년 7~8월 21일 : 영업 개시[1]
- 1931년 9월 30일 : 폐지[1]
- 1939년 7월 10일 : 영업 재시작[2]
- 1939년 8월 31일 : 폐지[2]

## 같이 보기
- 동림폭포
- 동림군